# Ratzendorf (Gemeinde Deutsch-Griffen)
Ratzendorf ist eine Ortschaft in der Gemeinde Deutsch-Griffen im Bezirk St. Veit an der Glan in Kärnten. Die Ortschaft hat 0 Einwohner (Stand 1. Jänner 2025).

## Lage
Ratzendorf liegt etwa 2 km Luftlinie nördlich des Gemeindehauptorts Deutsch Griffen, sonnseitig hoch am linken Hang des Tal des Griffenbachs. Die Ortschaft besteht nur mehr aus dem Hof Brunner (Haus Nr. 4). Im Franziszeischen Kataster waren hier noch eng benachbart die Höfe Bruckner, Maurer, Jackel, Bartl und Rochl sowie an der Auffahrt zum Dorf die Rastkeusche verzeichnet.

## Geschichte
1160 wird der Ort als Razendorf urkundlich erwähnt. Der Ortsname leitet sich vom Wort Ratte ab, wies jedoch hier vermutlich eher auf ein Vorkommen von Iltissen als von Ratten hin.
Ab Gründung der politischen Gemeinden 1850 gehörte Ratzendorf zur Gemeinde Deutsch-Griffen. In der Nacht auf den 22. Oktober 1864 brannte die Brunnerhube ab. Um 1930 wurden auf einem der Höfe im Dorf Silberfüchse gezüchtet.
Bei der Kärntner Gemeindestrukturreform von 1973 kam der Ort an die damals neu errichtete Gemeinde Weitensfeld-Flattnitz, seit deren Auflösung 1991 gehört Ratzendorf wieder zur Gemeinde Deutsch-Griffen.

## Bevölkerungsentwicklung
Für die Ortschaft ermittelte man folgende Einwohnerzahlen:
- 1869: 4 Häuser, 31 Einwohner[5]
- 1880: 5 Häuser, 24 Einwohner[6]
- 1890: 3 Häuser, 28 Einwohner[7]
- 1900: 3 Häuser, 25 Einwohner[8]
- 1910: 2 Häuser, 18 Einwohner[9]
- 1923: 2 Häuser, 27 Einwohner[10]
- 1934: 15 Einwohner[11]
- 1961: 1 Haus, 8 Einwohner[12]
- 2001: 1 Gebäude (davon 1 mit Hauptwohnsitz) mit 1 Wohnung und 1 Haushalt; 5 Einwohner und 0 Nebenwohnsitzfälle; 0 Arbeitsstätten, 1 land- und forstwirtschaftlicher Betrieb[13]
- 2011: 1 Gebäude, 2 Einwohner, 1 Haushalt, 0 Arbeitsstätten[14]
- 2021: 1 Gebäude, 2 Einwohner, 1 Haushalt, 0 Arbeitsstätten